# Калцавитело (Маса-Карара)
Калцавитело је насеље у Италији у округу Маса-Карара, региону Тоскана.
Према процени из 2011. у насељу је живело 12 становника. Насеље се налази на надморској висини од 839 м.